# Samuel Bochart
Samuel Bochart (30 de maio de 1599 – 16 de maio de 1667) foi um estudioso protestante francês da Bíblia, aluno de Thomas Erpenius e professor de Pierre Daniel Huet. Sua obra em dois volumes Geographia Sacra seu Phaleg et Canaan (Caen 1646) exerceu uma profunda influência na exegese bíblica do século XVII.
Bochart foi um dos vários estudiosos da antiguidade que expandiram as bases estabelecidas pelos humanistas da Renascença, complementando sua revolucionária hermenêutica ao situar textos clássicos mais firmemente dentro dos contextos culturais das sociedades grega e romana, sem o entendimento das quais eles nunca poderiam ser completamente compreendidos. Assim, Bochart está no início de uma disciplina da história das ideias que fornece o contexto moderno para todos os estudos textuais.

## Vida
Bochart nasceu em Ruão, na Normandia. Estudou filosofia na Academia Huguenote de Sedan e teologia na Academia de Saumur, antes de se tornar pastor de uma igreja protestante em Caen em 1628. Também estudou em Oxford, onde foi tutor de Wentworth Dillon, mais tarde Conde de Roscommon. Seu retrato ainda está pendurado na sala de leitura inferior da Biblioteca Bodleiana.
O Hierozoicon sive bipartitum opus de animalibus sacrae scripturae (2 vols., Londres 1663) de Bochart, um tratado zoológico sobre os animais da Bíblia, foi mais do que uma versão cristianizada da História Natural de Plínio e não apenas uma expansão da Historiae animalium de Conrad Gesner. Bochart citou os naturalistas árabes, como al-Damîrî e al-Qazwini, cujas obras não haviam aparecido na imprensa europeia antes. Suas etimologias seguem a tradição fantasiosa herdada da Antiguidade Clássica e transmitida à cultura medieval através de Isidoro de Sevilha.
Em 1652, Cristina da Suécia convidou-o para Estocolmo, onde estudou os manuscritos árabes na posse da rainha. Foi acompanhado por Pierre Daniel Huet, posteriormente Bispo de Avranches. Ao retornar a Caen, foi recebido na academia daquela cidade.
Bochart era um homem de profunda erudição; possuía um conhecimento completo das principais línguas orientais, incluindo hebraico, siríaco e árabe; e em idade avançada desejou aprender etíope. Os exemplos e citações de Bochart representaram desafios para os tipógrafos de Londres, que criaram fontes para reproduzi-los. Ele estava tão absorto em seu estudo favorito que via origens fenícias até mesmo em palavras célticas, e daí o número de etimologias quiméricas que abundam em suas obras.
Sua correspondência sobre assuntos teológicos, mantida com Cappellus, Salmasius e Vossius, foi incluída em suas obras completas póstumas, e assim alcançou uma ampla distribuição.
Ele morreu de apoplexia, aos 67 anos, na academia de Caen durante um debate apaixonado com Huet sobre a tradução de uma passagem de Orígenes relacionada à transubstanciação.

## Suas principais obras
- um dicionário de árabe
- Geographia Sacra seu Phaleg et Canaan (Caen 1646)
- De consiliandis in religionis negotio protestantibus, 1662
- Hierozoïcon, (Londres 1663)